# 奧克伍德希爾斯 (特拉華州)
奧克伍德希爾斯（英語：Oakwood Hills）是位於美國特拉華州紐卡斯爾縣的一個非建制地區。該地的面積和人口皆未知。

## 地理
奧克伍德希爾斯的座標為39°45′45″N 75°40′04″W / 39.76250°N 75.66778°W，而該地的平均海拔高度為87米（即285英尺）。